# 馬淵大橋
馬淵大橋（まべちおおはし）は、青森県八戸市に架かる橋である。

## 概要
1973年（昭和48年）に開通し、国道45号（八戸バイパス）の一部として開通した。馬淵大橋は八戸市中心市街地の西側を流れる馬淵川に架かる片側2車線の橋梁である。橋梁の長さは270m。単純合成鈑桁橋。
八戸市内を横断する重要な幹線道路である。この橋の西側は石堂地区を、東側は城下地区を結んでいる。
- 事業費:不明
- 完工:昭和48年
- 延長:270m
- 主径間:38.3m
- 車線数:4車線

- 発注:建設省東北地方建設事務所
- 施工:楢崎
- 鋼重:40t

## 歴史
1970年代に着工し、1973年（昭和48年）に供用を開始した。